# Nawaf Shukralla
Nawaf Abdullah Ghayyath Shukralla (Arabisch: نواف عبد الله غياث شكر الله) (Manama, 13 oktober 1976) is een Bahreins voetbalscheidsrechter. Hij is sinds 2008 aangesloten bij zowel de FIFA als de AFC.
Shukralla werd aangesteld als scheidsrechter op het Wereldkampioenschap voetbal onder 17 in 2011 en was actief in het kwalificatietoernooi voor het Wereldkampioenschap voetbal 2014. Sinds 2010 is hij actief bij de AFC Champions League, waar hij onder meer een halve finale toegewezen kreeg. Op het Wereldkampioenschap voetbal voor clubs 2012 floot hij op 12 december 2012 de wedstrijd om de vijfde plaats tussen Ulsan Hyundai FC en Sanfrecce Hiroshima (2-3). In 2013 leidde Shukralla twee wedstrijden op het Wereldkampioenschap voetbal onder 20.
In maart 2013 noemde de FIFA Shukralla een van de vijftig potentiële scheidsrechters voor het Wereldkampioenschap voetbal 2014 in Brazilië. De AFC nam in zijn voorselectie ook Khalil Al Ghamdi, Alireza Faghani, Ali Al-Badwawi, Ravshan Irmatov, Yuichi Nishimura en Ben Williams op. Op 15 januari 2014 maakte de wereldvoetbalbond bekend dat hij een van de 25 scheidsrechters op het toernooi zou zijn. Daarbij wordt hij geassisteerd door Yaser Khalil Abdulla Tulefat en Ebrahim Mubarak Saleh.

## Interlands
| Datum            | Plaats                 | Wedstrijd                           | Uitslag | Competitie           | Kreeg geel | Kreeg voor de tweede keer geel en dus rood | Weggestuurd |
| ---------------- | ---------------------- | ----------------------------------- | ------- | -------------------- | ---------- | ------------------------------------------ | ----------- |
| 20 januari 2010  | Masqat, Oman           | Oman – Zweden                       | 0 – 1   | Vriendschappelijk    | 2          | 0                                          | 0           |
| 12 januari 2011  | Doha, Qatar            | Oezbekistan – Koeweit               | 2 – 1   | Azië Cup             | 3          | 0                                          | 0           |
| 15 januari 2011  | Doha, Qatar            | Iran – Noord-Korea                  | 1 – 0   | Azië Cup             | 5          | 0                                          | 0           |
| 23 juli 2011     | Singapore              | Singapore – Maleisië                | 5 – 3   | Kwalificatie WK 2014 | 2          | 1                                          | 1           |
| 2 september 2011 | Arbil, Irak            | Irak – Jordanië                     | 0 – 2   | Kwalificatie WK 2014 | 6          | 0                                          | 0           |
| 7 oktober 2011   | Seoel, Zuid-Korea      | Zuid-Korea – Polen                  | 2 – 2   | Vriendschappelijk    | 4          | 0                                          | 0           |
| 15 november 2011 | Pyongyang, Noord-Korea | Noord-Korea – Japan                 | 1 – 0   | Kwalificatie WK 2014 | 7          | 1                                          | 0           |
| 3 juni 2012      | Beiroet, Libanon       | Libanon – Qatar                     | 0 – 1   | Kwalificatie WK 2014 | 6          | 0                                          | 0           |
| 15 augustus 2012 | Fuzhou, China          | Zuid-Korea – Zambia                 | 2 – 1   | Vriendschappelijk    | 4          | 0                                          | 0           |
| 16 oktober 2012  | Masqat, Oman           | Oman – Jordanië                     | 2 – 1   | Kwalificatie WK 2014 | 6          | 0                                          | 0           |
| 9 januari 2013   | Manamah, Bahrein       | Irak – Koeweit                      | 1 – 0   | Vriendschappelijk    | 5          | 0                                          | 0           |
| 4 juni 2013      | Saitama, Japan         | Japan – Australië                   | 1 – 1   | Vriendschappelijk    | 3          | 0                                          | 0           |
| 23 juni 2014     | Curitiba, Brazilië     | Australië – Spanje                  | 0 – 3   | WK 2014              | 3          | 0                                          | 0           |
| 26 juni 2014     | Brasilia, Brazilië     | Portugal – Ghana                    | 2 – 1   | WK 2014              | 3          | 0                                          | 0           |
| 10 januari 2015  | Sydney, Australië      | Oezbekistan – Noord-Korea           | 1 – 0   | Azië Cup             | 2          | 0                                          | 0           |
| 17 januari 2015  | Brisbane, Australië    | Australië – Zuid-Korea              | 0 – 1   | Azië Cup             | 5          | 0                                          | 0           |
| 30 januari 2015  | Newcastle, Australië   | Irak – Verenigde Arabische Emiraten | 2 – 3   | Azië Cup             | 4          | 0                                          | 1           |
| 13 oktober 2015  | Hanoi, Vietnam         | Vietnam – Thailand                  | 0 – 3   | Kwalificatie WK 2018 | 5          | 0                                          | 0           |
| 17 november 2015 | Hongkong               | Hongkong – China                    | 0 – 0   | Kwalificatie WK 2018 | 4          | 0                                          | 0           |
| 8 augustus 2016  | Masqat, Oman           | Oman – Turkmenistan                 | 1 – 0   | Vriendschappelijk    | 1          | 0                                          | 0           |
| 11 oktober 2016  | Melbourne, Australië   | Australië – Japan                   | 1 – 1   | Kwalificatie WK 2018 | 3          | 0                                          | 0           |
| 31 augustus 2017 | Bangkok, Thailand      | Thailand – Irak                     | 1 – 2   | Kwalificatie WK 2018 | 0          | 1                                          | 0           |
| 19 juni 2018     | Moskou, Rusland        | Polen - Senegal                     | 1 - 2   | WK 2018 groepsfase   | 3          | 0                                          | 0           |